# Alexandra Barré
Alexandra Barré (Budapeste, 29 de janeiro de 1958) é uma ex-canoísta de velocidade canadiana na modalidade de canoagem.

## Carreira
Foi vencedora da medalha de Prata em K-2 500 m em Los Angeles 1984 junto com a sua colega de equipa Sue Holloway.
Foi vencedora da medalha de Bronze em K-4 500 m em Los Angeles 1984, junto com as suas colegas de equipa Lucie Guay, Sue Holloway, Barbara Olmstead.